# Frances Finch, Condessa de Dartmouth
Frances Finch, Condessa de Dartmouth (Grosvenor Square, 9 de fevereiro de 1761 — Blackheath, 21 de novembro de 1838)  foi uma aristocrata inglesa. Ela foi condessa de Dartmouth pelo seu casamento com George Legge, 3.º Conde de Dartmouth.

## Família
Lady Frances foi a filha de Heneage Finch, 3.º Conde de Aylesford e de Charlotte Seymour. Os seus avós paternos eram Heneage Finch, 2.º Conde de Aylesford e Mary Fisher. Os seus avós maternos erammCharles Seymour, 6.º Duque de Somerset e sua segunda esposa, Charlotte Finch.

## Biografia
Frances nasceu em 1761, e foi batizada no 8 de maio, em Londres.
No dia 24 de setembro de 1782, a jovem casou-se com George Legge, então senhor Lewisham, em Grosvenor Square. Ela tinha 21 anos de idade, e ele, 26. George era filho de William Legge, 2.º Conde de Dartmouth e de Frances Catherine Nicoll.

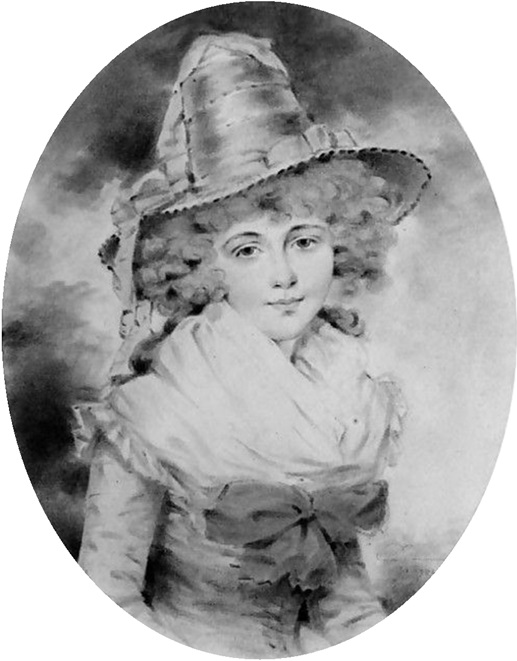
A Senhora Lewishan em 1784 pintada por John Downman.

O casal teve quinze filhos, nove meninas e seis meninos. 
A senhora Lewishan tornou-se condessa de Dartmouth a partir da sucessão do marido ao título em 15 de julho de 1801.
Eles permaneceram casados por 28 anos, até a morte do conde, em 10 de novembro de 1810, aos 55 anos de idade.
Frances faleceu aos 77 anos, no dia 21 de novembro de 1838, em Blackheath.

## Descendência
- Frances Catherine Legge (7 de setembro de 1783 — 7 de março de 1789)
- William Legge, 4.º Conde de Dartmouth (29 de novembro de 1784 — 22 de novembro de 1853), sucessor do pai. Sua primeira esposa foi Frances Charlotte Chetwynd-Talbot, com quem teve um filho. Depois foi casado com Frances Barrington, com quem teve quinze filhos;
- George Legge (20 de fevereiro de 1786 — 15 de outubro de 1789);
- Louisa Legge (8 de março de 1787 — 13 de agosto de 1816), foi a segunda esposa de William Bagot, 2.º Barão Bagot de Bagot's Bromley, com quem teve sete filhos;
- Heneage Legge (29 de fevereiro de 1788 — 12 de dezembro de 1844), foi marido de Mary Johnstone, com quem teve uma filha;
- Charlotte Legge (12 de fevereiro de 1789 — 15 de junho de 1877), foi esposa do reverendo George Neville-Grenville, com quem teve onze filhos;
- Harriet Legge (7 de setembro de 1790 — 11 de março de 1855), foi esposa do general Sir Edward Paget, com quem teve cinco filhos;
- Barbara Maria Legge (29 de novembro de 1791 — 22 de abril de 1840), foi esposa de Francis Newdigate, com quem teve cinco filhos;
- Catherine Charlotte Legge (n. e m. 2 de abril de 1793);
- Georgiana Caroline Legge (14 de maio de 1795 — 11 de agosto de 1885), foi esposa de Robert Hansford. Sem descendência;
- Mary Legge (3 de junho de 1796 — 8 de julho de 1886), não se casou e nem teve filhos;
- Anne Legge (14 de agosto de 1797 — 24 de novembro de 1885), não se casou e nem teve filhos;
- Charles Legge (26 de janeiro de 1799 — 1 de novembro de 1821), não se casou e nem teve filhos;
- Arthur Charles Legge (25 de junho de 1800 — 18 de maio de 1890), primeiro foi marido de Anne Frederica Catherine Holroyd, e depois foi casado com Caroline Bouwens, com quem teve dois filhos;
- Henry Legge (25 de setembro de 1803 — 13 de fevereiro de 1887), foi casado com Marian Rogers. Sem descendência.